# Meijin femminile 36
La 36ª edizione del Meijin femminile si è disputato tra il 28 novembre 2024 e il 16 aprile 2025; il torneo di selezione della sfidante ha visto la vittoria di Ueno Asami Tachiaoi, che ha sconfitto per 2–0 in finale la detentrice del titolo, Fujisawa Rina Meijin femminile, nella rivincita della finale dell'edizione precedente.
La competizione è organizzata dalla Nihon Ki-in, col sostegno della Medical corporation association Saitama-Kyojunokai e della Total Medical Service Co., e la collaborazione della Kansai Ki-in.

## Torneo per la selezione della sfidante
Il torneo per la selezione della sfidante ha visto la partecipazione di sette goiste, di cui tre (Ueno Asami Tachiaoi, Xie Yimin 7d e Ueno Risa 2d) hanno avuto un posto in virtù del piazzamento ottenuto nella lega dell'edizione precedente, mentre quattro (Hoshiai Shiho 4d, Nyu Eiko 4d, Kato Chie 3d e Yokota Hinano 3d) si sono qualificate tramite un torneo preliminare.
| Giocatrice          | Ueno Asami | Xie Yimin | Ueno Risa | Hoshiai Shiho | Nyu Eiko | Kato Chie | Yokota Hinano | Risultato | Risultato  |
| ------------------- | ---------- | --------- | --------- | ------------- | -------- | --------- | ------------- | --------- | ---------- |
| Ueno Asami Tachiaoi | -          | B+R       | N+R       | B+R           | N+R      | B+R       | N+R           | 6–0       | Sfidante   |
| Xie Yimin 7d        | X          | -         | B+R       | N+0,5         | X        | X         | B+R           | 3–3       | 3          |
| Ueno Risa Kisei f.  | X          | X         | -         | B+3,5         | N+R      | X         | N+R           | 3–3       | 4          |
| Hoshiai Shiho 4d    | X          | X         | X         | -             | B+5,5    | X         | B+R           | 2–4       | Retrocessa |
| Nyu Eiko 4d         | X          | N+8,5     | X         | X             | -        | X         | N+R           | 2–4       | Retrocessa |
| Kato Chie 3d        | X          | B+4,5     | N+4,5     | B+R           | N+0,5    | -         | B+R           | 5–1       | 2          |
| Yokota Hinano 2d    | X          | X         | X         | X             | X        | X         | -             | 0–6       | Retrocessa |

## Finale
La finale è una sfida al meglio delle tre partite tra la campionessa in carica Fujisawa Rina Meijin femminile e la vincitrice del torneo per la sfidante, Ueno Asami Tachiaoi. Questa finale è la riproposizione delle finali della 32ª, 34ª e 35ª edizione, che hanno visto vincere Fujisawa per due volte su tre; per Fujisawa si tratta anche dell'ottava finale consecutiva in questa competizione.
| Giocatrice              | 1 14 aprile Chiyoda | 2 16 aprile Chiyoda | 3 18 aprile Chiyoda | T |
| ----------------------- | ------------------- | ------------------- | ------------------- | - |
| Fujisawa Rina Meijin f. |                     |                     |                     | 0 |
| Ueno Asami Tachiaoi     | B+R                 | N+R                 |                     | 2 |

Ueno si è presa la rivincita su Fujisawa della finale dell'edizione precedente, con lo stesso risultato; per lei si tratta del secondo titolo.